# Prigione di Taubaté
La prigione di Taubaté (in lingua portoghese: prisão de Taubaté) è una prigione di San Paolo (Brasile); è nota per la presenza di alcuni fra i più violenti prigionieri, per ripetute rivolte in cella e per essere il posto di origine del Primeiro Comando da Capital.
Di fronte alla prigione si trova una fabbrica di bottoni di antica tradizione; talvolta i prigionieri preparano le cartelle campione per questa fabbrica.